# Markuskirche (Berlin-Steglitz)
Die evangelische Markuskirche im Berliner Ortsteil Steglitz wurde 1911 erbaut und ist der zeitgenössischen Reformarchitektur zuzurechnen. Die dreischiffige Hallenkirche, ein verputzter Mauerwerksbau, kommt in ihrem Äußeren ohne historisierendes Dekor aus. Nach den Zerstörungen im Zweiten Weltkrieg wurde die Kirche in vereinfachter Form wiederaufgebaut und 1957 erneut eingeweiht.

## Geschichte

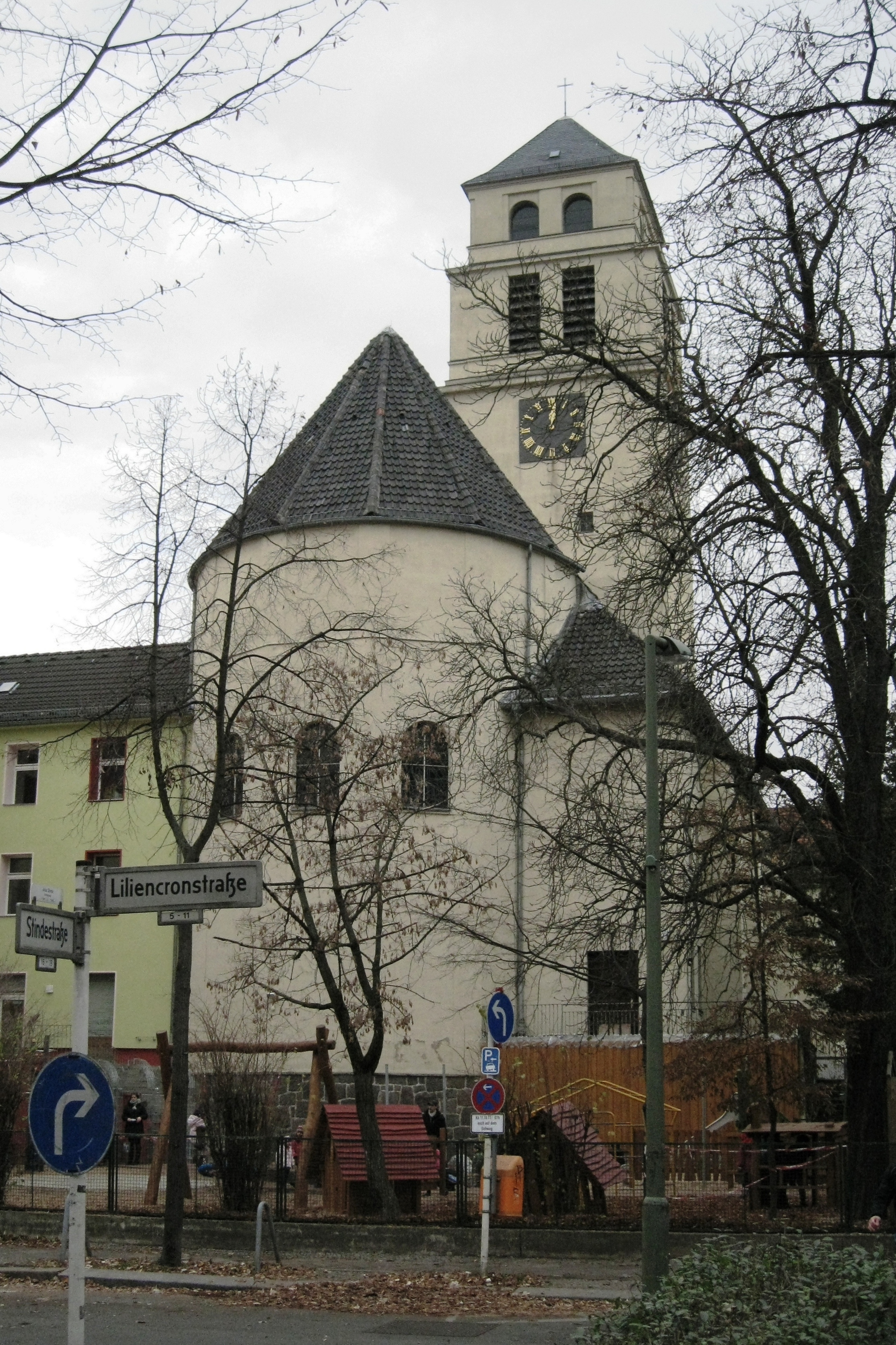
Blick auf die Apsis der Markuskirche

Seit der Industrialisierung nahm die Steglitzer Bevölkerung ständig zu. Im Jahr 1880, Steglitz hatte bereits 6.476 Einwohner, wurde die Matthäuskirche als Ersatz für die zu kleine und baufällige Steglitzer Dorfkirche eingeweiht. Sie reichte aber 1910 für die 62.954 Steglitzer des mit zahlreichen großen Mietshäusern bebauten Ortsteils nicht mehr aus. Daher entschied sich der Gemeindekirchenrat für einen Kirchenneubau im Osten der Gemeinde, für den ein 2553 m² großes Grundstück gekauft wurde. Die neue Kirche sollte einen Namen tragen, der in den Nachbarorten noch nicht vertreten war. So entschied man sich für den Evangelisten Markus. Am Wettbewerb für den Neubau der Markuskirche beteiligten sich mehrere Architekten, die Entwürfe in unterschiedlichen Baustilen einreichten, zum Beispiel neogotische und neobarocke. Das Architekturbüro Jürgensen & Bachmann erhielt am 9. Mai 1910 den ersten Preis und wurde mit dem Bau ihres Entwurfs beauftragt. Viele Gemeindemitglieder sprachen sich gegen die Entscheidung des Preisrichterkollegiums aus, weil sie einerseits die bauliche Verbindung von Kirche und Nebengebäuden kritisierten und andererseits einen Neubau im gotischen Stil wünschten. Die Baukosten betrugen 388.000 Mark (kaufkraftbereinigt in heutiger Währung: rund 2,74 Millionen Euro). Zur Einweihung erhielt die Gemeinde eine Bibel mit Silberbeschlägen von Kaiserin Auguste Viktoria.
Die Kirche wurde bei einem alliierten Luftangriff in der Nacht zum 24. August 1943 durch Brandbomben zerstört. Dabei brannte das Kircheninnere vollständig aus. Nur der Turm, die Außenmauern und das Gewölbe blieben erhalten. Die angrenzenden Pfarrhäuser und die Küsterei mit dem Kirchenarchiv wurden ebenfalls zerstört. Nachdem das an der Albrechtstraße gegenüber dem Stadtpark Steglitz gelegene Gemeindehaus als Reservelazarett diente, konnten nur noch in kleineren Nebenräumen Notgottesdienste abgehalten werden.
Die Markusgemeinde wurde am 19. Dezember 1949 durch Aufteilung der Steglitzer Gesamtgemeinde selbständig. Der Wiederaufbau der Kirche in vereinfachter Form begann 1951, zunächst wurde das Dach erneuert. Die Innenausstattung war karg und die Emporen wurden vorerst nicht wieder eingezogen. Am 10. Oktober 1953 wurde das Richtfest des wiederaufgebauten Kirchenschiffs gefeiert und am 24. August 1954 der erste Gottesdienst in der provisorisch hergerichteten Kirche gehalten. Am 5. Mai 1957 wurde die wiederaufgebaute Kirche geweiht. Nach dem Abschluss des Wiederaufbaus der Kirche wurden die Nebengebäude wiedererrichtet. 
Am 29. April 2012 wurde das 100. Kirchweihjubiläum der Markuskirche gefeiert. Aus diesem Anlass wurde die Kirche umfassend restauriert.

## Bauwerk
Kennzeichnend für den Gebäudekomplex ist die städtebauliche Zuordnung zu einem Platz. Die Kirche wurde an den Rand des Markusplatzes gesetzt und mit jeweils einem Pfarrhaus an der Seite des Turmes und der Apsis direkt verbunden. Die Höhenunterschiede des Platzes wurden durch ein massives Sockelgeschoss ausgeglichen. 
Jürgen Bachmann und Peter Jürgensen gehörten zu den erfahrenen Kirchenarchitekten ihrer Zeit. Mit ihrer Abwendung vom historischen Detail haben sie den protestantischen Kirchenbau weiter entwickelt. Im Stil war der Bau schlicht, leicht romanisierend und für die Zeit zu wenig an einen historischen Baustil angepasst.

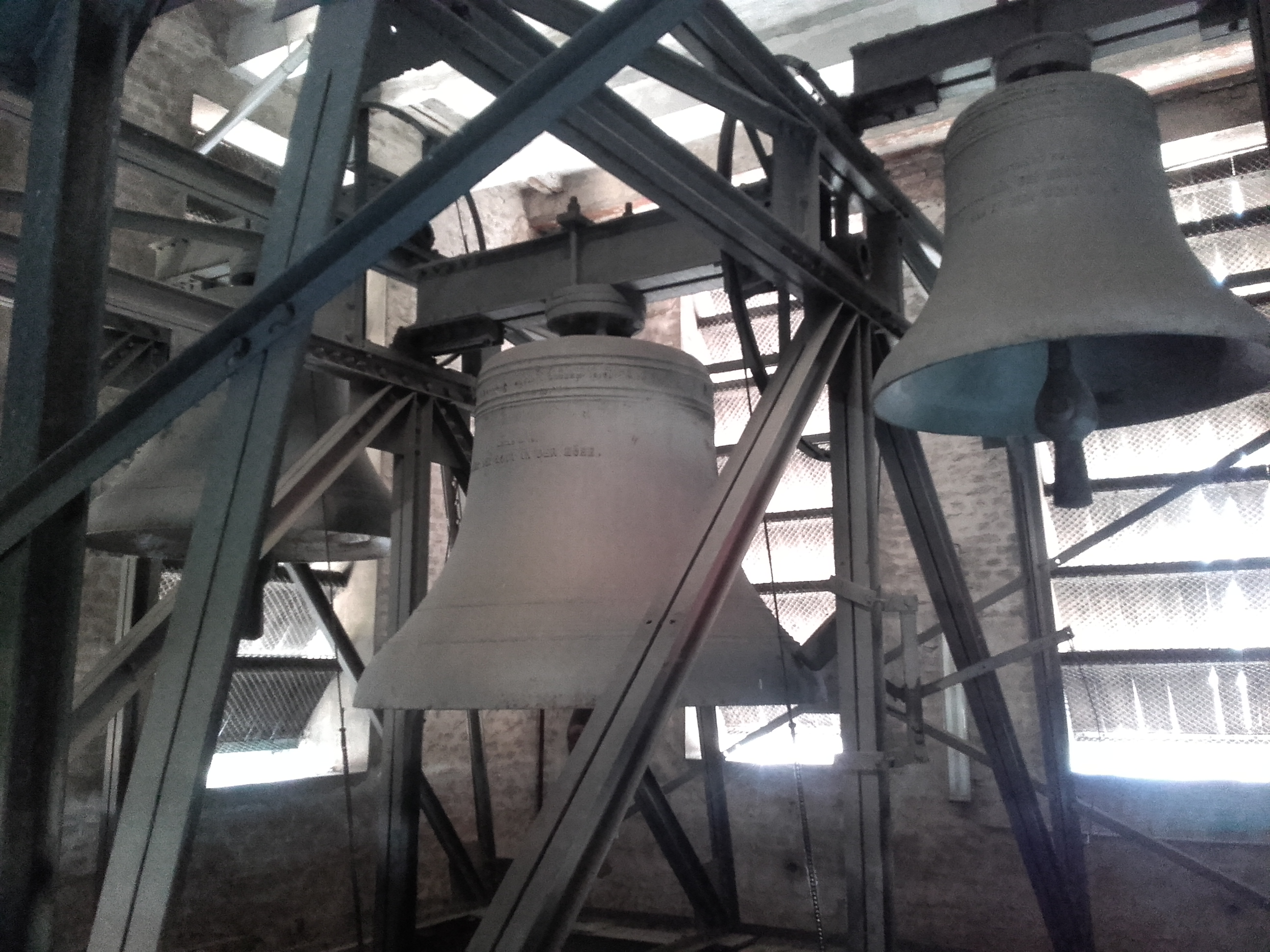
Glocken der Markusgemeinde am stählernen Glockenstuhl

Der massive, viereckige Turm hat einen glatten Turmschaft mit kleinen Luken und einer Uhr. Über einem Gurtgesims befindet sich das Glockengeschoss mit paarigen, rechteckigen Schallöffnungen. Über einem Gurtgesims erhebt sich ein weiteres Turmgeschoss, bedeckt mit einem stumpfen Zeltdach. Die drei Glocken aus der Lübecker Gießerei M & O Ohlsson wurden im Ersten Weltkrieg zu Rüstungszwecken eingeschmolzen und 1920 durch drei Gussstahlglocken, die vom Bochumer Verein hergestellt wurden, ersetzt.
| Glocke | Schlagton | Gewicht (kg) | Durchmesser (cm) | Höhe (cm) | Inschrift                                        |
| ------ | --------- | ------------ | ---------------- | --------- | ------------------------------------------------ |
| 1.     | cis'      | 1669         | 157              | 140       | EHRE SEI GOTT IN DER HÖHE.                       |
| 2.     | e'        | 1190         | 138              | 122       | O LAND, LAND, LAND, HÖRE DES HERRN WORT.         |
| 3.     | gis'      | 0940         | 110              | 094       | ICH BIN BEI EUCH ALLE TAGE BIS AN DER WELT ENDE. |

Sie haben den Zweiten Weltkrieg überstanden, weil für Stahlguss die Behörden kein Interesse hatten. Die Seitenfront des Kirchenschiffs ist durch vorgesetzte kräftige Strebepfeiler in vier Fensterachsen gegliedert, die je ein quadratisches und ein rundbogiges Fenster aufweisen. Das figurengeschmückte Eingangsportal befindet sich an der Nordseite der Kirche. In einer Rahmung über der Tür ist die Inschrift „Fürchte dich nicht, glaube nur“ (Markus 5,36) und ein Schlussstein mit der Markusfigur angebracht. In den Zwickeln befinden sich die Medaillons von Philipp Melanchthon und Martin Luther.

## Innenausstattung

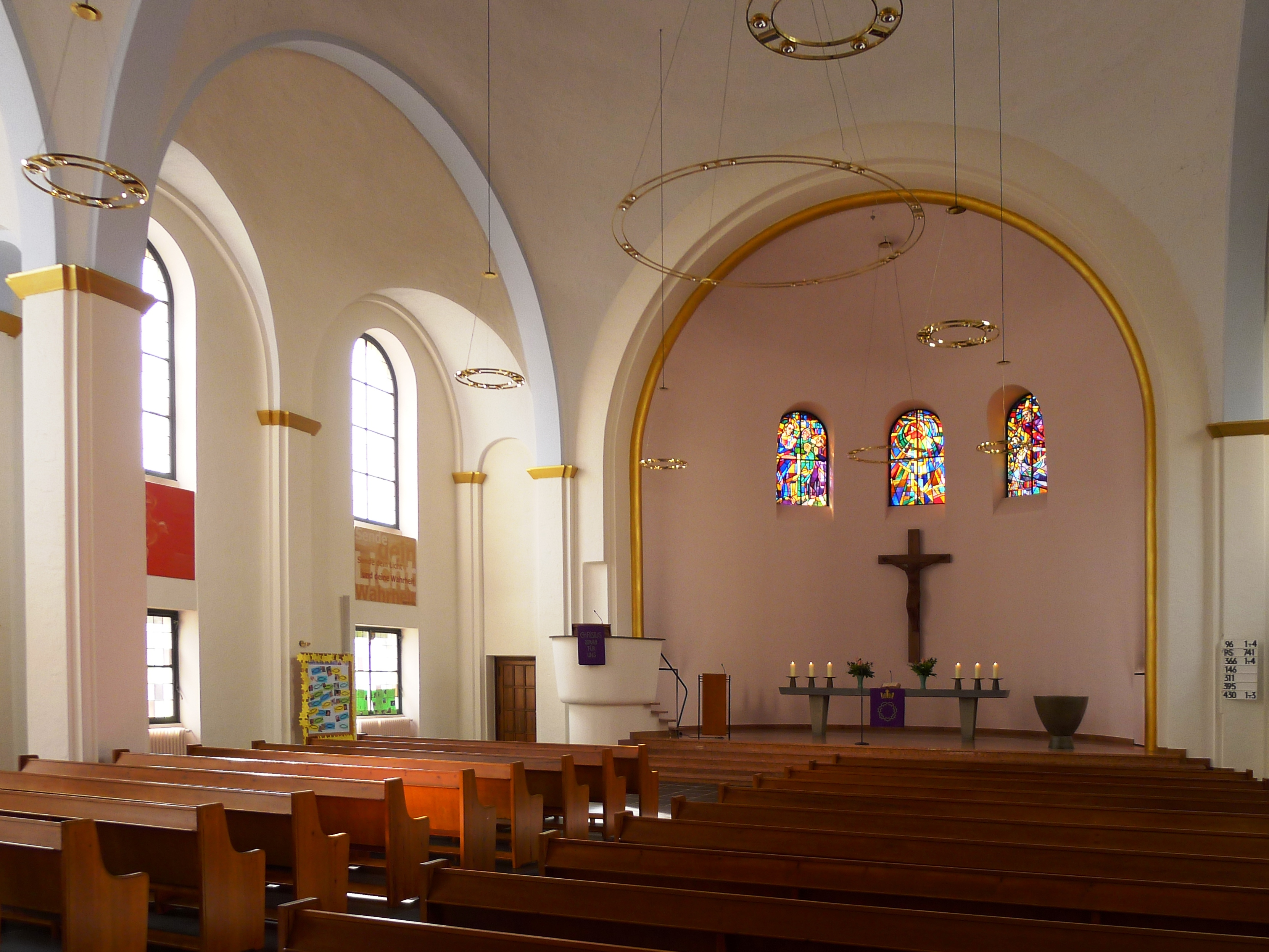
Innenraum

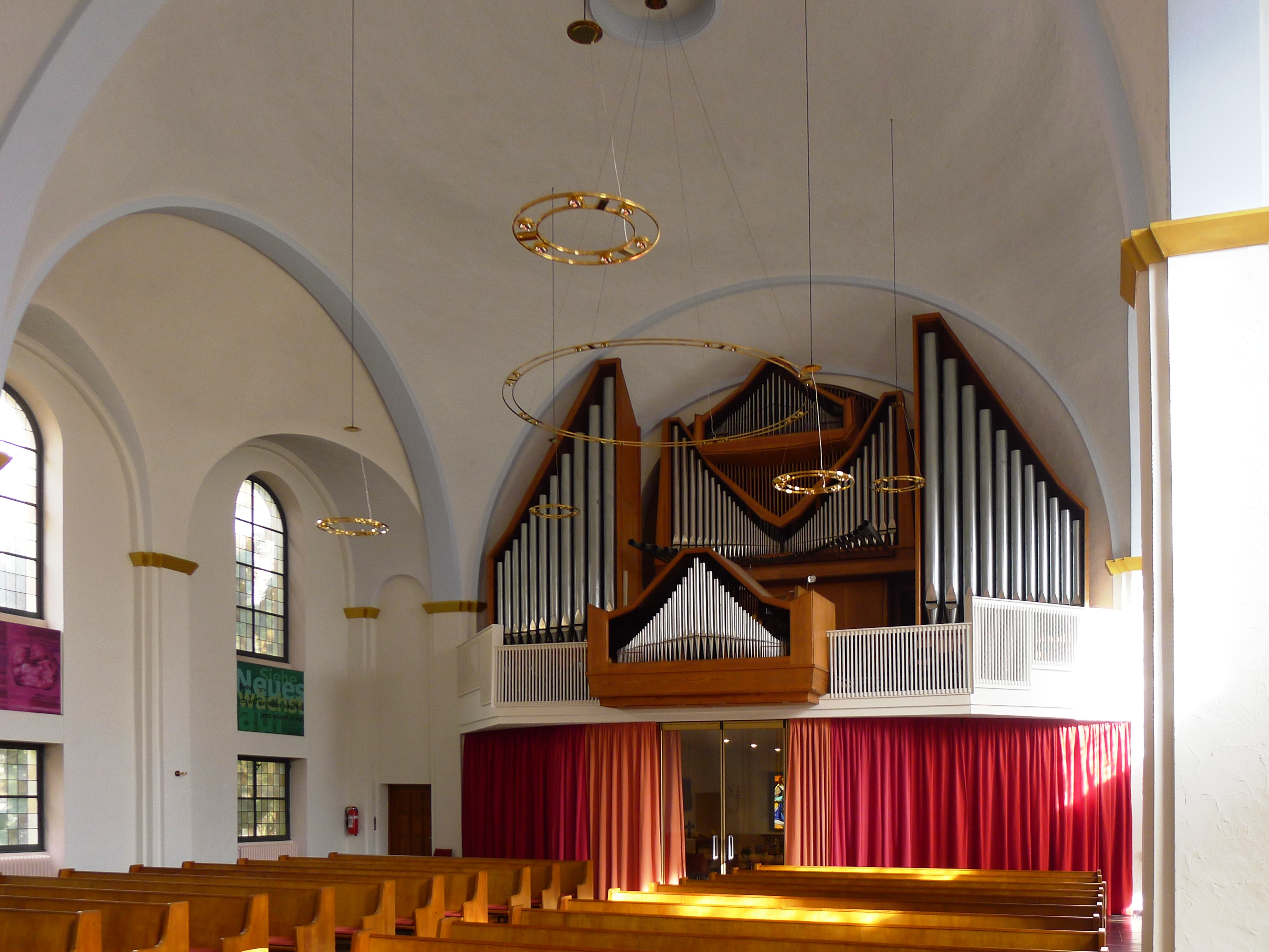
Blick zur Orgel

Ein kleiner Vorraum im Untergeschoss des Turmes, in dem ein kleiner Gottesdienstraum eingerichtet wurde, führt ins Kircheninnere. Es besteht aus zwei quadratischen Jochen, die mit Kuppeln überwölbt sind und durch Pilaster und Gurtbögen gegliedert werden. Die Hallenkirche hat schmale, zu Gängen reduzierte Seitenschiffe und eine halbrunde Apsis. Die Kirche war ursprünglich vollständig ausgemalt und mit umlaufenden Emporen versehen. Taufen fanden in einem besonders ausgestalteten Raum an der Chorseite statt, der zugleich Sakristei war. 
Der dreiteilige Altaraufbau im Chor wurde von den Friedenauer Bildhauern Hinrichsen und Ludwig Isenbeck aus Travertin angefertigt. Seitlich des Chores befand sich eine schlichte hölzerne Kanzel. Der Kircheninnenraum war mit mehreren schweren Kronleuchtern ausgestattet. Nach dem Wiederaufbau der Kirche wurde im Chor statt des zerstörten steinernen Altars eine einfache Mensa errichtet. Darüber brachte man ein Kruzifix an. An der Seite entstand, leicht erhöht, eine Kanzel mit ausladendem Schalldeckel. Ein steinernes Taufbecken wurde neben dem Altar im Chor aufgestellt.
In den Jahren 2011/2012 wurde die Kirche modernisiert. Dabei wurden unter anderem der Schalldeckel wieder entfernt und eigens für die Markuskirche entworfene Bilder des Kreuzberger Künstlers Peter Schmersal in neuen Leuchtspannkästen integriert.

## Orgel
Die ursprüngliche Orgel der Kirche wurde unter der Leitung von Paul Walcker von der Firma Sauer in Frankfurt (Oder) angefertigt. Sie wurde im Zweiten Weltkrieg zerstört. Die Orgelempore zog man erst 1959 ein, zunächst stand nur ein Positiv zur Verfügung. Erst im Jahr 1963 wurde die große Orgel mit 37 Registern auf drei Manualen und 3544 Pfeifen der Firma Orgelbau Friedrich Weigle nach Plänen von Karl Theodor Kühn und Herbert Schulze eingebaut. 1975 erfolgte ein Umbau durch die Erbauerfirma. 2008 nahm Michael Fischaleck eine Überholung mit Neuintonation vor.

## Gemeinde
Die Kirche beherbergt die Gottesdienste der Markus-Gemeinde, die etwa 5000 Personen umfasst. Regelmäßig finden Konzerte und Lesungen statt. Ein regelmäßig angenommener Brutkasten für Turmfalken im Turm des Gebäudes wird von der Initiative für einen lebendigen Markusplatz in Berlin-Steglitz - MarkusGarten und der AG Greifvogelschutz des NABU Berlin betrieben. Im Zuge des russischen Überfalls auf die Ukraine nahm die Gemeinde 2022 bis zu einhundert Geflüchtete aus der Ostukraine gleichzeitig auf.